# Warp Brothers
Warp Brothers sind ein erfolgreiches DJ- und Produzenten-Duo im Bereich Hard House und Techno. Gegründet wurde Warp Brothers im Jahre 1999 von den zwei DJs Oliver Goedicke und Jürgen Dohr. Oliver Goedicke ist zudem als D.O.N.S. DJ, Produzent und Labelinhaber Kingdom Kome Cuts international bekannt.

## Musikstil
Die Musik der Warp Brothers ist eine Mischung aus mehreren Stilen aus dem Bereich elektronische Musik. Die Einflüsse in ihrer Musik reichen von Hard House über Hard Trance bis Acid Techno. Ihr Stil wird oft mit dem von The Prodigy und den Chemical Brothers verglichen.
Ihre erfolgreichsten Lieder sind Phatt Bass und We Will Survive. Diese Hits waren in zahlreichen Ländern, unter anderem in Großbritannien und Deutschland in den Charts vertreten.

## Diskografie

### Alben
- 2002 – Warp 10
- 2003 – Warp Factor
- 2005 – Live in Sydney
- 2006 – Big In Japan

### Lieder
Singles
- 2000 – Phatt Bass (vs. Aquagen)
- 2001 – We Will Survive
- 2002 – Blast the Speakers
- 2002 – The Power
- 2002 – Cokane
- 2003 – Going Insane (feat. Red Monkey)
- 2004 – Smells Like Teen Spirit
- 2005 – Blade
- 2006 – Push EP
- 2007 – Dominator
- 2008 – Blade Bootleg (vs. Ali Payami)
- 2016 – Phatt Bass 2016 (vs. Wolfpack)

Remixe
- 2001 – Mitternacht (E Nomine)